# 수페르코파 데 에스파냐 2017
수페르코파 데 에스파냐 2017(스페인어: Supercopa de España de Fútbol 2017)은 2017년 8월 13일과 8월 16일에 1·2차전 형식으로 맞붙어 진행된 스페인의 축구 컵대회로 이번이 34번째 대회이다. 이 대회에는 전 시즌 라 리가와 코파 델 레이 우승 구단이 참가했다.
대회는 2017년 8월에 진행되었고 라 리가를 우승한 레알 마드리드와 코파 델 레이를 우승하고 전 시즌 우승을 차지한 바르셀로나가 격돌했다. 그에 따라 이번 대회는 2012년 대회 이래 고전 더비가 벌어진 대회가 되었다.
레알 마드리드는 합계 5-1 승리를 거두면서 통산 10번째 수페르코파 우승을 차지했다.

## 참가 구단
| 구단          | 자격                      |
| ------------- | ------------------------- |
| 레알 마드리드 | 라리가 2016-17 우승       |
| 바르셀로나    | 코파 델 레이 2016-17 우승 |

## 1차전

### 요약
1차전은 양측 모두 무득점으로 침묵했다. 후반 시작 5분 만에 마르셀루가 낮게 띄운 공이 피케의 발에 굴절되어 자책골이 되었다. 4분 후, 레알 마드리드는 또다시 득점 기회를 잡았는데, 벤제마는 피케가 발을 걸던 것을 피해 다니 카르바할에게 공을 띄웠고, 카르바할이 공을 찼지만 조르디 알바가 골문 앞에서 걷어냈다. 70분, 크리스티아누 호날두가 카제미루가 넘긴 공을 받아 골망을 흔들었으나, 오프사이드로 무효화되었다. 7분 후, 루이스 수아레스는 케일러 나바스에게 페널티 구역에서 걸려넘어져 페널티킥을 받았고, 리오넬 메시가 이를 득점으로 연결했다.
메시는 이번 득점으로 수페르코파에서만 통산 25호 골을 기록했다. 그로부터 3분 후인 80분, 마드리드는 역습으로 2번째 득점을 성공시켰는데, 이스코는 호날두에게 길게 공을 넘겼고, 호날두는 이를 페널티 구역 우측 구석에서 강하게 차넣었다. 호날두는 골을 자축하는 과정에서 상의를 벗어 경고를 받았다. 2분 후, 호날두는 사뮈엘 움티티와 충돌했을 때 다이빙 혐의로 주심으로부터 경고를 또 받아 레드 카드로 퇴장당했고, 그에 따라 2차전에 출전하지 못하게 되었다. 호날두는 이후 다시보기를 통해 퇴장 명령에 불쾌함을 느끼고 주심을 민 행위에 대해 5경기 출장 정지 징계를 받았다. 마드리드의 마지막 골은 90분에 2번째 골과 비슷한 전개로 기록했는데, 마르코 아센시오가 루카스 바스케스로부터 공을 받아 좌측 상단부 구석 골망에 차넣었다.

### 상세 경기 정보
| 바르셀로나        | 1–3    | 레알 마드리드                                 |
| ----------------- | ------ | --------------------------------------------- |
| 메시 77′ (페널티) | 리포트 | 피케 50′ (자책골) · 호날두 80′ · 아센시오 90′ |

| 바르셀로나 | 레알 마드리드 |

| GK                  | 1  | 마르크-안드레 테어 슈테겐 |     |     |
| RB                  | 22 | 알레시 비달               |     |     |
| CB                  | 3  | 제라르드 피케             | 27′ |     |
| CB                  | 23 | 사뮈엘 움티티             |     |     |
| LB                  | 18 | 조르디 알바               |     |     |
| CM                  | 4  | 이반 라키티치             |     | 83′ |
| CM                  | 5  | 세르지오 부스케츠         | 57′ |     |
| CM                  | 8  | 이니에스타 (주장)         |     | 68′ |
| RW                  | 10 | 리오넬 메시               | 40′ |     |
| CF                  | 9  | 루이스 수아레스           |     |     |
| LW                  | 16 | 제라르드 데울로페우       |     | 59′ |
| 교체 선수:          |    |                           |     |     |
| GK                  | 13 | 야스퍼 실러선             |     |     |
| DF                  | 2  | 넬송 세메두               |     |     |
| DF                  | 14 | 하비에르 마스체라노       |     |     |
| DF                  | 19 | 뤼카 디뉴                 |     |     |
| MF                  | 6  | 데니스 수아레스           |     | 59′ |
| MF                  | 20 | 세르지 로베르토           |     | 68′ |
| FW                  | 17 | 파코 알카세르             |     | 83′ |
| 감독:               |    |                           |     |     |
| 에르네스토 발베르데 |    |                           |     |     |

| GK          | 1  | 케일러 나바스          |         |     |
| RB          | 2  | 다니 카르바할          | 41′     |     |
| CB          | 5  | 라파엘 바란            |         |     |
| CB          | 4  | 세르히오 라모스 (주장) |         |     |
| LB          | 12 | 마르셀루               | 76′     |     |
| DM          | 14 | 카제미루               | 20′     |     |
| CM          | 8  | 토니 크로스            |         |     |
| CM          | 23 | 마테오 코바치치        |         | 68′ |
| AM          | 22 | 이스코                 |         |     |
| CF          | 11 | 가레스 베일            | 41′     | 81′ |
| CF          | 9  | 카림 벤제마            |         | 58′ |
| 교체 선수:  |    |                        |         |     |
| GK          | 13 | 키코 카시야            |         |     |
| DF          | 6  | 나초                   |         |     |
| DF          | 15 | 테오 에르난데스        |         |     |
| MF          | 24 | 다니 세바요스          |         |     |
| FW          | 7  | 크리스티아누 호날두    | 80′ 82′ | 58′ |
| FW          | 17 | 루카스 바스케스        |         | 81′ |
| MF          | 20 | 마르코 아센시오        |         | 68′ |
| 감독:       |    |                        |         |     |
| 지네딘 지단 |    |                        |         |     |

| 부심: 누녜스 페르난데스 데 프란시스코 그리할바 대기심: 산토스 파르가냐 | 경기 규정 - 90분 - 교체 선수 7명 등록, 최대 선수 3명 교체 가능 |

## 2차전

### 요약
마드리드는 2차전에 선제골을 일찍 터뜨렸는데, 4분에 공이 던져져 들어갔을 때 사뮈엘 움티티가 잘못 걷어내면서 마르코 아센시오 발 앞에 공이 떨어졌고, 아센시오는 27미터 거리에서 왼발로 골문을 열었다. 32분, 벤제마는 하비에르 마스체라노의 공을 가로채 페널티 구역 가운데의 루카스 바스케스에게 공을 내주었지만, 좌측 골대를 강타했다.
30분하고도 8분이 지난 후, 마르셀루가 지면을 가로질러 찌른 공을 카림 벤제마가 오른발 뒤쪽으로 공을 제어한 후 왼발로 약간 띄워 아래쪽 골망을 흔들어 쐐기골을 기록했다. 후반 시작 6분 후, 라파엘 바란이 마테오 코바치치에게 공을 넘기는 데 실수를 범해 수아레스가 공을 가로채 메시가 공을 잡아 페널티 구역에서 골대를 강타했다. 70분, 안드레 고메스가 던진 공은 수아레스에게 연결되었는데, 수아레스는 헛다리를 짚고 다니 카르바할을 제쳤다. 수아레스는 이후 페널티 구역 좌측의 세르지 로베르토에게 찔러넣었는데, 발끝으로 연결되었지만 나바스가 막았다. 바란이 머리로 가격한 공은 [[페널티 구역 밖의 이반 라키티치에게 떨어졌고, 라키티치는 메시에게 공을 넘겨 골문을 노렸지만, 또다시 나바스가 막았고, 굴절된 공은 수아레스의 경로에 떨어져 수아레스가 몸을 날려 머리로 넣으려 시도했지만, 오른쪽 골대를 때리고 나갔다.
막판 20분 동안은 주요 상황이 일어나지 않았는데, 테오 에르난데스, 다니 세바요스, 그리고 넬송 세메두가 교체로 투입되어 공식전 신고식을 치렀다.

### 상세 경기 정보
| 레알 마드리드            | 2–0    | 바르셀로나 |
| ------------------------ | ------ | ---------- |
| 아센시오 4′ · 벤제마 39′ | 리포트 |            |

| 레알 마드리드 | 바르셀로나 |

| GK          | 1  | 케일러 나바스          |  |     |
| RB          | 2  | 다니 카르바할          |  |     |
| CB          | 5  | 라파엘 바란            |  |     |
| CB          | 4  | 세르히오 라모스 (주장) |  |     |
| LB          | 12 | 마르셀루               |  |     |
| CM          | 10 | 루카 모드리치          |  |     |
| CM          | 23 | 마테오 코바치치        |  | 62′ |
| CM          | 8  | 토니 크로스            |  | 80′ |
| RW          | 17 | 루카스 바스케스        |  |     |
| CF          | 9  | 카림 벤제마            |  |     |
| LW          | 20 | 마르코 아센시오        |  | 75′ |
| 교체 선수:  |    |                        |  |     |
| GK          | 13 | 키코 카시야            |  |     |
| DF          | 6  | 나초                   |  |     |
| DF          | 15 | 테오 에르난데스        |  | 75′ |
| MF          | 14 | 카제미루               |  | 62′ |
| MF          | 22 | 이스코                 |  |     |
| MF          | 24 | 다니 세바요스          |  | 80′ |
| FW          | 11 | 가레스 베일            |  |     |
| 감독:       |    |                        |  |     |
| 지네딘 지단 |    |                        |  |     |

| GK                  | 1  | 마르크-안드레 테어 슈테겐 |       |     |
| CB                  | 14 | 하비에르 마스체라노       | 90+3′ |     |
| CB                  | 3  | 제라르드 피케             |       | 50′ |
| CB                  | 23 | 사뮈엘 움티티             |       |     |
| RM                  | 20 | 세르지 로베르토           |       |     |
| CM                  | 4  | 이반 라키티치             |       |     |
| CM                  | 5  | 세르지오 부스케츠         |       |     |
| CM                  | 21 | 안드레 고메스             |       | 72′ |
| LM                  | 18 | 조르디 알바               |       | 78′ |
| CF                  | 10 | 리오넬 메시 (주장)        |       |     |
| CF                  | 9  | 루이스 수아레스           | 89′   |     |
| 교체 선수:          |    |                           |       |     |
| GK                  | 13 | 야스퍼 실러선             |       |     |
| DF                  | 2  | 넬송 세메두               |       | 50′ |
| DF                  | 19 | 뤼카 디뉴                 |       | 78′ |
| DF                  | 22 | 알레시 비달               |       |     |
| MF                  | 6  | 데니스 수아레스           |       |     |
| FW                  | 16 | 제라르드 데울로페우       |       | 72′ |
| FW                  | 17 | 파코 알카세르             |       |     |
| 감독:               |    |                           |       |     |
| 에르네스토 발베르데 |    |                           |       |     |

| 부심: 카바녜로 마르티네스 가예고 가르시아 대기심: 가예고 감빈 | '경기 규정 - 90분 - 합계와 원정 득점에서 모두 동률을 이룰 시 연장전 30분 - 연장전 무득점시 승부차기 - 교체 선수 7명 등록, 최대 선수 3명 교체 가능 |

## 우승
| 수페르코파 데 에스파냐 2017 우승 |
| -------------------------------- |
| 레알 마드리드 10번째 우승        |

## 같이 보기
- 라리가 2016-17
- 코파 델 레이 2016-17
- 레알 마드리드 CF 2017-18 시즌
- FC 바르셀로나 2017-18 시즌
- 고전 더비